# Paleontología en 1833
La paleontología es el estudio de las formas de vida prehistóricas en el planeta Tierra mediante el análisis de fósiles de plantas y animales. Esto incluye el estudio de fósiles corporales, huellas (icnitas), madrigueras, restos de restos, heces fosilizadas (coprolitos), palinomorfos y residuos químicos. Dado que los seres humanos han encontrado fósiles durante milenios, la paleontología tiene una larga historia, tanto antes como después de su formalización como ciencia. Este artículo registra descubrimientos y eventos significativos relacionados con la paleontología ocurridos o que hayan sido publicados en el año 1830.

## Dinosaurios

### Nuevos taxones
| Taxón                | Novedad         | Estado | Autor(es) | Edad               | Unidad                                                       | Ubicación  | Notas | Imágenes |
| -------------------- | --------------- | ------ | --------- | ------------------ | ------------------------------------------------------------ | ---------- | --- | -------- |
| Hylaeosaurus armatus | Gen. y sp. nov. | Válido | Mantell   | Cretácico temprano | Bosque de Tilgate, Formación de arcilla Grinstead, Westfalia | Inglaterra | Hylaeosaurus fue nombrado en 1833 por Mantell por la mayor parte de un esqueleto, incluida una cola aislada. Este material fue descrito posteriormente con más detalle por Mantell y Alexander Gordon Melville en una publicación de 1849. |          |

## Pterosaurios

### Nuevos taxones
| Nombre                 | Novedad         | Estado | Autor(es) | Edad      | Unidad              | Ubicación | Notas | Imágenes |
| ---------------------- | --------------- | ------ | --------- | --------- | ------------------- | --------- | --- | -------- |
| Gnathosaurus subulatus | Gen. y sp. nov. | Válido | von Meyer | Titoniano | Caliza de Solnhofen | Alemania  | Un ctenocasmátido gnatosaurino. Esta es una de las dos especies asignadas a Gnathosaurus, la otra es G. macrurus . Aurorazhdarcho es un potencial sinónimo menor de Gnathosaurus subulatus . Tanto Gnathosaurus como géneros relacionados como Germanodactylus, Ctenochasma y Pterodactylus poseían grandes crestas de tejido blando. Los cuatro géneros proceden de la caliza de Solnhofen y comparten un ancestro común que, presumiblemente, también tenía una cresta. |          |